# Stenia fuscilunalis
Stenia fuscilunalis là một loài bướm đêm trong họ Crambidae.